# エフ・ディ・シィ・プロダクツ
株式会社エフ・ディ・シィ・プロダクツ（英語: F.D.C. PRODUCTS INC.）は、日本の宝飾ブランド会社である。「4℃」とそのリブランド「Canal 4℃」「EAU DOUSE 4℃」「cofl by 4℃」「4℃ HOMME+」「RUGIDA」を展開する。社名は「4℃」の英語店名「Four Degrees Centigrade」に由来する。略称はF.D.C.P。

## 沿革
- 1972年4月1日 - 「4℃」ブランドを創設した第二空間株式会社と十和株式会社が出資して、株式会社エフ・ディ・シィ・ピィを設立する。
- 1972年4月18日 - 株式会社エフ・ディ・シィ・プロダクツに商号を変更する。
- 2000年10月 - 東京証券取引所市場第二部へ上場する。
- 2004年8月 - 東京証券取引所市場第一部へ上場する。
- 2006年8月 - 株式会社アスティと株式交換で株式会社F&Aアクアホールディングス（アスティ改め）の完全子会社となり上場を廃止する。
- 2007年8月 - 4℃ウエア事業から撤退する。
- 2013年9月 - 親会社の株式会社F&Aアクアホールディングスが株式会社ヨンドシーホールディングスに商号を変更する。

## ブランド
- 4℃ - ジュエリー、バッグ・靴及び小物雑貨。コンセプトは、「ベーシックなものをシンプルかつ新鮮に」
- RUGIADA（ルジアダ） - ジュエリー。コンセプトは、「付けるジュエリーではなく、着るジュエリー」
- 4℃ Collection - ジュエリー。コンセプトは、「想いと共に引き継がれるジュエリー」

## 関係会社
- 親会社 - 株式会社ヨンドシーホールディングス
- 子会社 - 株式会社エフ・ディ・シィ・フレンズ